# Aaron Brooks (baseball)
Pour les articles homonymes, voir Brooks et Aaron Brooks.
Aaron Lee Brooks (né le 27 avril 1990 à San Bernardino, Californie,  États-Unis) est un lanceur droitier de la Ligue majeure de baseball.

## Carrière

### Royals de Kansas City
Joueur des Coyotes de l'Université d'État de Californie à San Bernardino, Aaron Brooks est sélectionné en 9e ronde du repêchage amateur par les Royals de Kansas City en 2011. Il fait ses débuts dans le baseball majeur comme lanceur de relève des Royals le 3 mai 2014. Amené dans le match en 8e manche d'une rencontre face aux Tigers de Détroit, il s'affranchit bien de sa tâche au départ mais est ensuite victime d'une poussée de 6 points de l'adversaire en 9e.

### Athletics d'Oakland
Le 28 juillet 2015, Brooks et le lanceur gaucher des ligues mineures Sean Manaea sont échangés des Royals de Kansas City aux Athletics d'Oakland en retour du joueur d'utilité Ben Zobrist.
Brooks effectue 9 départs et ajoute deux présences en relève en fin de saison 2015 avec les Athletics, mais éprouve des difficultés avec une moyenne de points mérités de 6,71 en 51 manches lancées. Au total pour 2015, sa moyenne s'élève à 6,67 en 55 manches et un tiers pour Kansas City et Oakland.
Le 25 février 2016, Oakland échange Aaron Brooks aux Cubs de Chicago contre le voltigeur Chris Coghlan. Il ne joue pas dans les majeures en 2016 et en 2017 évolue en ligues mineures avec des clubs affiliés aux Cubs puis aux Brewers de Milwaukee, ces derniers l'obtenant au ballottage le 23 août 2017.